# مونرو بورن
مونرو بورن (به انگلیسی: Munroe Bourne) (زادهٔ ۲۶ ژوئن ۱۹۱۰) شناگر اهل کانادا است.